# مجلس ملی جمهوری ارمنستان

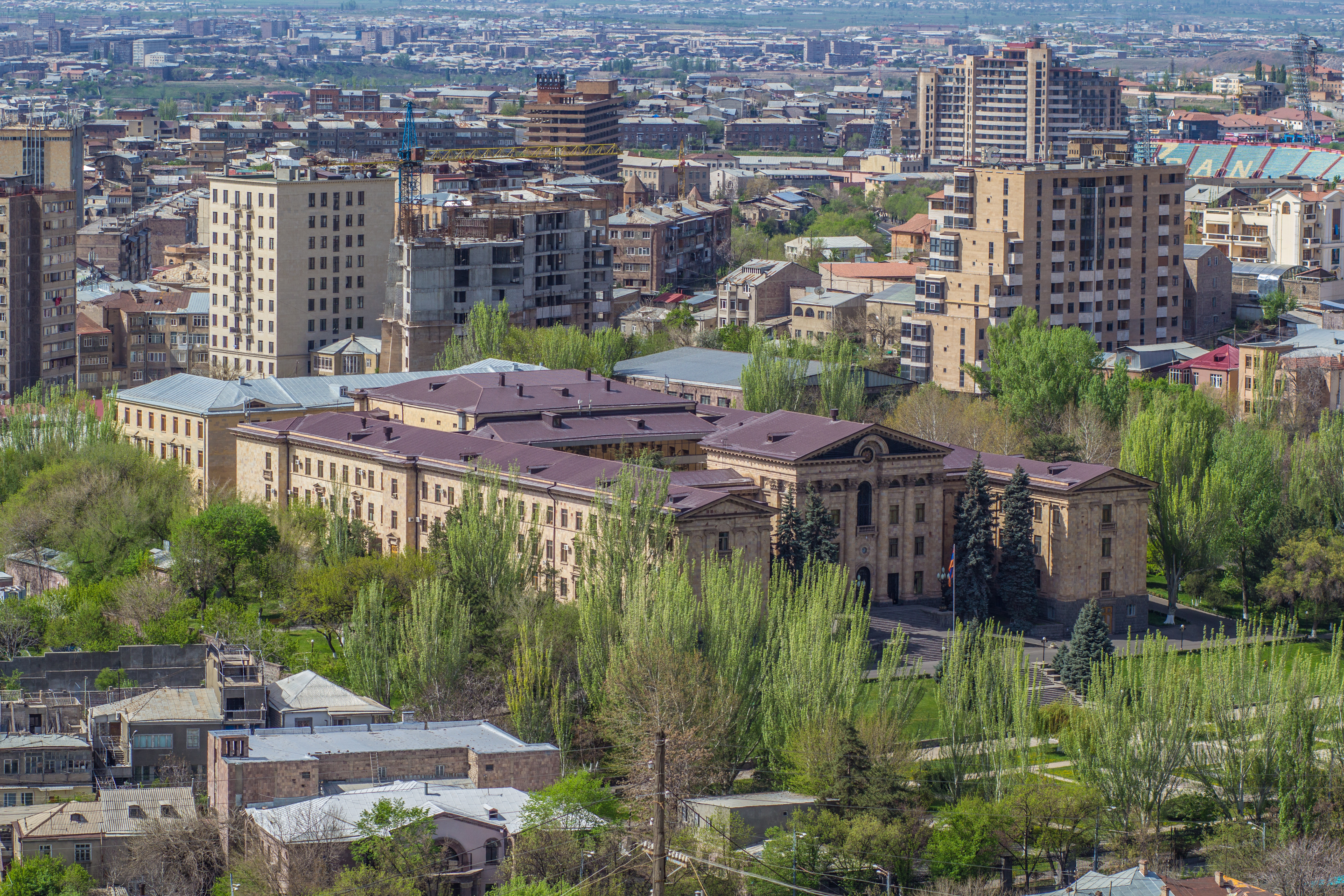
Aerial view of the building and premises

مجلس ملی جمهوری ارمنستان (ارمنی: Հայաստանի Հանրապետության Ազգային ժողով) قوه مقننه در ارمنستان می‌باشد.
در ارمنستان دو نوع انتخابات در سطح ملی برگزار می‌شود: یکی برای انتخاب رئیس دولت (رئیس‌جمهور) برای یک دوره ۵ ساله و دیگری برای انتخابات نمایندگان مجلس ملی برای دوره چهار ساله. ارمنستان دارای سیستم چند حزبی است و هیچ حزبی به تنهایی نمی‌تواند قدرت را در دست بگیرد و دولت باید ائتلافی باشد.

## ترکیب کرسی‌های مجلس ارمنستان
مجلس ملی جمهوری ارمنستان دارای ۱۳۲ کرسی می‌باشد:

- ۸۸ کرسی: «» به رهبری نیکول پاشینیان
۲۶ کرسی: «حزب ارمنستان شکوفا» به رهبری گاگیک تساروکیان
۱۸ کرسی: «ارمنستان روشن» به رهبری ادمون ماروکیان

## ادوارد
| # | دوره             | شروع | پایان |
| - | ---------------- | ---- | ----- |
| ۱ | اول {شورای عالی} | ۱۹۹۰ | ۱۹۹۵  |
| ۲ | اول              | ۱۹۹۵ | ۱۹۹۹  |
| ۳ | دوم              | ۱۹۹۹ | ۲۰۰۳  |
| ۴ | سوم              | ۲۰۰۳ | ۲۰۰۷  |
| ۵ | چهارم            | ۲۰۰۷ | ۲۰۱۲  |
| ۶ | پنجم             | ۲۰۱۲ | ۲۰۱۷  |
| ۷ | ششم              | ۲۰۱۷ | ۲۰۱۸  |
| ۸ | هفتم             | ۲۰۱۹ | ۲۰۲۱  |
| ۹ | هشتم             | ۲۰۲۱ | ۲۰۲۶  |

## روسای مجلس ملی

### رئیس شورای عالی (۱۹۹۰–۱۹۹۵)
- لوون تر-پتروسیان ۴ اوت ۱۹۹۰ – ۱۱ نوامبر ۱۹۹۱
- بابکن آرارکتسیان ۲۴ دسامبر ۱۹۹۱ – ۲۷ ژوئیه ۱۹۹۵

### رئیس مجلس ملی (۱۹۹۵-اکنون)
- بابکن آرارکتسیان ۲۷ ژوئیه ۱۹۹۵ – ۴ فوریه ۱۹۹۸
- خسرو هاروتیونیان ۴ فوریه ۱۹۹۸ – ۱۱ ژوئن ۱۹۹۹
- کارن دمیرچیان ۱۱ ژوئن ۱۹۹۹ – ۲۷ اکتبر ۱۹۹۹
- آرمن خاچاتریان ۲ نوامبر ۱۹۹۹ – ۱۲ ژوئن ۲۰۰۳
- آرتور باغداساریان ۱۲ ژوئن ۲۰۰۳ – ۱ ژوئن ۲۰۰۶
- تیگران توروسیان ۱ ژوئن ۲۰۰۶ – ۲۶ سپتامبر ۲۰۰۸
- هرایر کاراپتیان (کفیل) ۲۶ سپتامبر ۲۰۰۸ – ۲۹ سپتامبر ۲۰۰۸
- هوویک آبراهامیان ۲۸ سپتامبر ۲۰۰۸ – ۲۱ نوامبر ۲۰۱۱
- سامول نیکویان ۶ دسامبر ۲۰۱۱ – ۳۱ مه ۲۰۱۲
- هوویک آبراهامیان ۳۱ مه ۲۰۱۲ – ۱۳ آوریل ۲۰۱۴
- گالوست ساهاکیان ۲۹ آوریل ۲۰۱۴–۱۸ مه ۲۰۱۷
- آرا بابلویان ۱۸ مه ۲۰۱۷–۱۴ ژانویه ۲۰۱۹
- آرارات میرزویان ۱۴ ژانویه ۲۰۱۹–۲ اوت ۲۰۲۱
- آلن سیمونیان ۲ اوت ۲۰۲۱ – اکنون

## قائم مقام رئیس مجلس ملی
- بابکن آرارکتسیان ۱۹۹۰–۱۹۹۱
- گاگیک هاروتیونیان ۱۹۹۰–۱۹۹۱
- آرا ساهاکیان ۱۹۹۱–۱۹۹۸
- آرتاشس تومانیان ۱۹۹۱–۱۹۹۵
- کاراپت روبینیان ۱۹۹۵–۱۹۹۸
- آلبرت بازیان ۱۹۹۸–۱۹۹۹
- یوری باخشیان ۱۹۹۸–۱۹۹۹
- روبن میرویان ۱۹۹۹
- گاگیک آصلانیان ۱۹۹۹–۲۰۰۳
- تیگران توروسیان ۱۹۹۹–۲۰۰۶
- واهان هوهانیسیان ۲۰۰۳–۲۰۰۸
- ایشخان زاکاریان ۲۰۰۷
- آرئویک پتروسیان ۲۰۰۷–۲۰۱۰
- هرایر کاراپتیان ۲۰۰۸–۲۰۰۹
- سامول نیکویان ۲۰۰۹–۲۰۱۲
- سامول بالاسانیان ۲۰۱۰–۲۰۱۲
- ادوارد شارمازانوف ۲۰۱۱–۲۰۱۹
- هرمینه ناغدالیان ۲۰۱۲–۲۰۱۷
- آرپینه هوهانیسیان ۲۰۱۷ – ۲۰۱۹
- میکائیل ملکومیان ۲۰۱۷ – ۲۰۱۹
- آلن سیمونیان ۲۰۱۹ – ۲۰۲۱
- لنا نازاریان ۲۰۱۹ – ۲۰۲۱
- واهه انفیجایان ۲۰۱۹ – ۲۰۲۱
- روبن روبینیان ۲۰۲۱ - اکنون
- هاکوب آرشاکیان ۲۰۲۱ - اکنون
- ایشخان ساقاتلیان ۲۰۲۱ - اکنون